# Ada May Plante

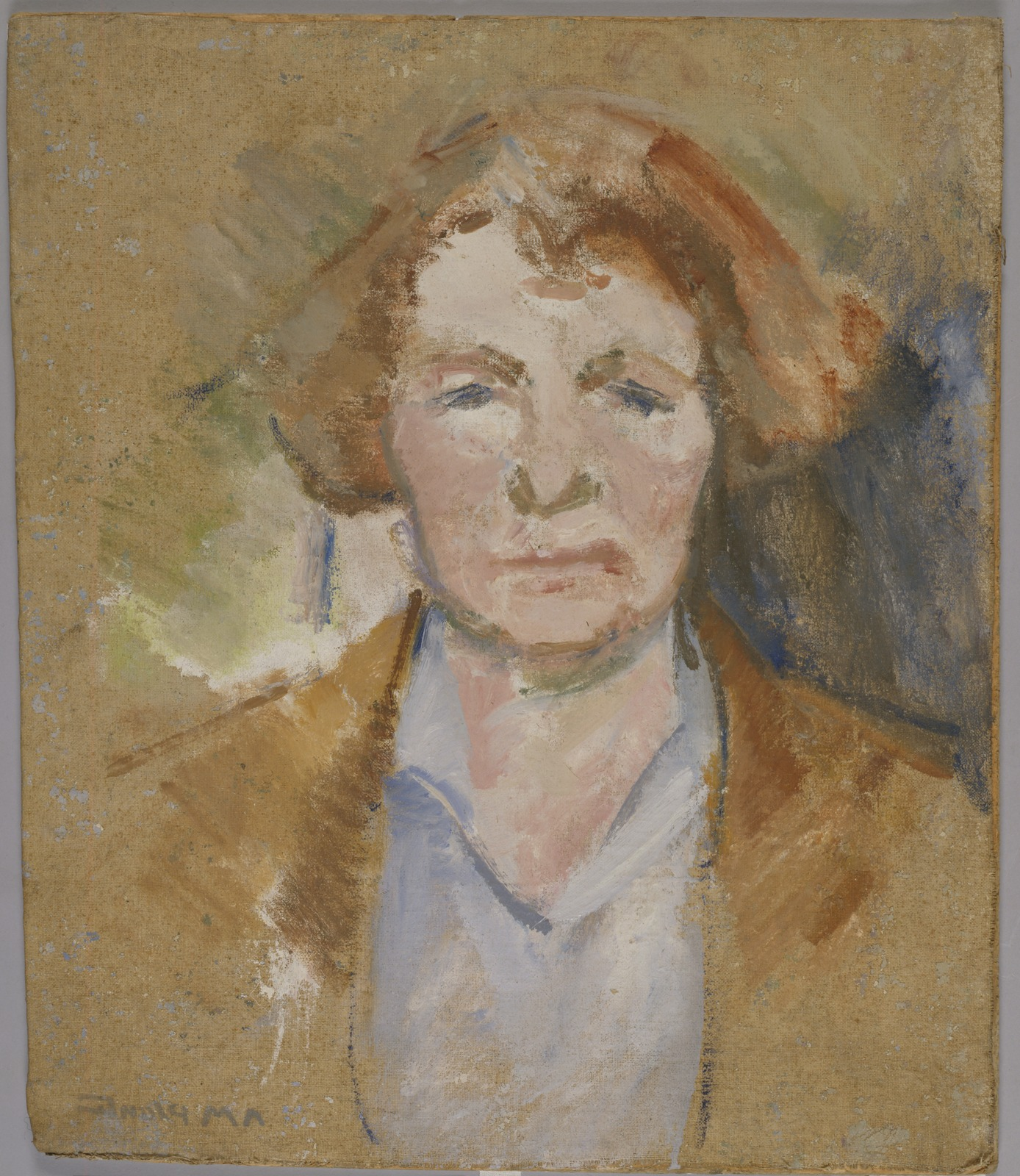
Ada May Plante
(zw. 1930 und 1940)

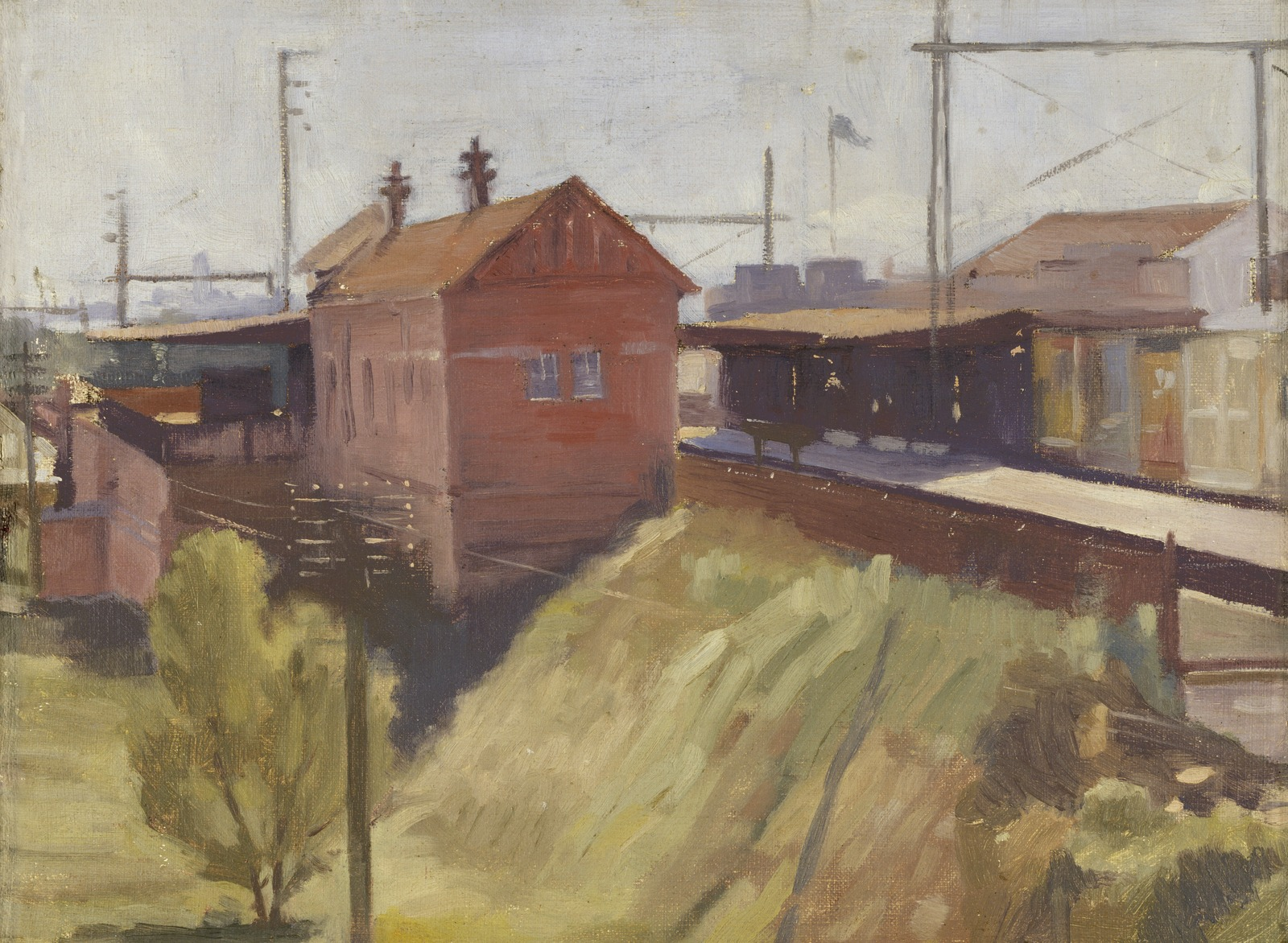
Glenferrie Railway Station in Hawthorn
(ca. 1934)

Ada May Plante (* 4. Oktober 1875 in Temuka, Region Canterbury, Neuseeland; † 3. Juli 1950 in Melbourne, Australien) war eine neuseelandgebürtige, australische Malerin.

## Frühes Leben
Ada May Plante wurde am 4. Oktober 1875 als Tochter der Eheleute Isabella Guthrie und Thomas Crowther Plante, einem Kaufmann, in Temuka, in der Region Canterbury geboren. Über ihre Kindheit und Jugendzeit und welche Schule sie in Neuseeland besuchte ist nichts bekannt.

## Australien
Ada war um die 13 Jahre alt, als 1888 die Familie nach Australien übersiedelte. Ab 1890 lebten sie im östlichen Teil von Melbourne. Auch ihre Schulzeit hier ist nicht belegt. 1891 allerdings, Ada war nun 15 oder 16 Jahre alt, besuchte sie das Presbyterian Ladies' College. Nach ihrem Abschluss dort besuchte sie ab 1894 die Victorian National Gallery und studierte unter Lindsay Bernard Hall und unter Frederick McCubbin. Unter ihren Mitstudierenden war sie wegen ihrer roten Haare und ihrer Schönheit als „Venus“ bekannt. 1894, 1895 und 1896 gewann sie ihre ersten Preise für ihre zeichnerischen Darstellungen und 1898 den ersten Preis für ein Stillleben. Eine erste Ausstellung einiger Bilder hatte sie mit der Victorian Artists' Society im Jahr 1901.

## London und Paris
Irgendwann 1901 oder 1902 ging sie mit einer ihrer Mitstudentin, Christina Asquith Baker nach London und dann nach Paris, wo sie sich ein Atelier teilten und von Oktober 1902 bis Februar 1904 an der von dem Maler Rodolphe Julian (1839–1907) im Jahr 1868 gegründeten Académie Julian studierten.

## Australien
Nach ihrer Rückkehr nach Australien präsentierte sie ihre in Frankreich geschaffenen Gemälde 1905 in der Winterausstellung der Victorian Artists' Society. Weitere Ausstellungen sollten bis 1916 mit der Society folgen. 1907 gewann Ada Preise auf der ersten australischen Women’s Work Exhibition in Melbourne für ihre Porträt- und Figurenmalerei.
Ada, mittlerweile Mitglied der Melbourne Society of Women Painters and Sculptors geworden, wandte sich in den 1920er Jahren mit ihren Werken dem Post-Impressionismus zu. Mitte der 1920er Jahre lernte sie William Frater kennen, der sie in die Malerei von Paul Cézanne, Vincent van Gogh und in Werke des Post-Impressionismus einführte. Sie malten in dem städtischen Atelier in East Melbourne, das sie sich mit Isabel Tweddle und Mary Meyer teilte. 1932 gehörte Ada zu den Gründungsausstellern der seinerzeit wegweisenden post-impressionistischen Melbourne Contemporary Group. 1935 zog sie dann in das Darebin Bridge House in Ivanhoe, einem anderen Stadtteil von Melbourne. In den Jahren 1941 und 1943 stellte sie ihre Werke in Ausstellungen der Contemporary Art Society aus und hatte 1945 ihre einzige Einzelausstellung in der George's Gallery der Stadt.
1947 zog sie nach Research, etwas außerhalb der Stadt und lebte dort ihre letzten Jahre mit Christina Baker zusammen. Ada May Plante verstarb am 3. Juli 1950 in Armadale, Melbourne.
1951 fand ihr zu Ehren in Melbourne eine Gedenkausstellung in der Stanley Coe Gallery statt. Ihre Werke sind in den meisten großen australischen Galerien vertreten.